# Angels FC
Angels FC ist ein Amateur-Fußballverein aus Gibraltar. Sie spielen in der Gibraltar Division 2.

## Geschichte
Der Verein wurde im Jahr 2014 gegründet. Im selben Jahr, nahm der Verein zur Spielzeit 2014/15 den Spielbetrieb auf. Der Club startete in der 2. Liga der Gibraltar Division 2. Am Ende belegte der Verein mit 65 Punkten den 2. Platz, was zum Aufstieg in die Gibraltar Eurobet Division, der 1. Liga, reichte.